# Sertorius insularis
Sertorius insularis är en insektsart som beskrevs av William Lucas Distant. Sertorius insularis ingår i släktet Sertorius och familjen hornstritar. Inga underarter finns listade i Catalogue of Life.